# Baffle Creek
Baffle Creek är ett vattendrag i Australien. Det ligger i delstaten Queensland, omkring 340 kilometer norr om delstatshuvudstaden Brisbane.
Genomsnittlig årsnederbörd är 1 080 millimeter. Den regnigaste månaden är januari, med i genomsnitt 217 mm nederbörd, och den torraste är september, med 26 mm nederbörd.